# 18360 Sachs
18360 Sachs (1990 TF9) là một tiểu hành tinh vành đai chính được phát hiện ngày 10 tháng 10 năm 1990 bởi F. Borngen và L. D. Schmadel ở Tautenburg.